# Adoretus striatus
Adoretus striatus är en skalbaggsart som beskrevs av Lin 1974. Adoretus striatus ingår i släktet Adoretus och familjen Rutelidae. Inga underarter finns listade i Catalogue of Life.